# Julio Menchaca Salazar
Julio Ramón Menchaca Salazar (Pachuca, 27 dicembre 1959) è un politico e giurista messicano, governatore dell'Hidalgo dal 5 settembre 2022.

## Biografia
Nato a Pachuca il 27 dicembre 1959, si laurea in giurisprudenza all'Università autonoma dell'Hidalgo. Diventa poi docente presso la stessa università.

### Carriera politica
Nel 1980 entra in politica nel Partito Rivoluzionario Istituzionale. Nel 1999 viene nominato presidente del Tribunale superiore di giustizia statale, dove rimane fino al 2004.
Nel 2005 si candida e viene eletto deputato dell'Hidalgo per un mandato di tre anni, rappresentando il primo distretto. Durante quest'incarico diviene prima presidente della commissione per la legislazione e poi segretario della commissione riguardante i diritti umani.
Nel 2005 diventa il candidato del PRI per le elezioni come governatore dello stato. Non viene però eletto.
Nel novembre 2015 esce dal PRI. Alle elezioni dell'anno successivo per eleggere il nuovo governatore si candida come indipendente, ottenendo circa l'8% dei voti. Nel 2017 diventa militante del Morena.
Alle elezioni parlamentari del 2018 si candida come senatore rappresentando l'Hidalgo, riuscendo a vincere il seggio. Ciononostante esce dal Senato nel 2022, prima del normale termine della legislatura, annunciando di candidarsi nuovamente all'elezione come governatore all'interno della coalizione Juntos Hacemos Historia, formata da Morena, Partito del Lavoro e Nuova Alleanza. Vince queste elezioni con circa il 61% dei voti, assumendo la carica ufficialmente nel settembre seguente.

## Vita privata
È sposato con Edda Vite, con la quale ha due figli: Carolina e Julio.